# Clamp School Detectives
Pour les articles homonymes, voir Clamp (homonymie).
Clamp School Detectives (CLAMP学園探偵団, kuranpu gakuen tanteidan) est une série de shōjo manga de CLAMP. Elle a été prépubliée dans le magazine Monthly Asuka de Kadokawa Shoten de décembre 1991 à septembre 1993 puis compilée en trois tomes.
Le manga a été traduit en plusieurs langues. La version française est éditée par Pika Édition. 
La série a aussi été adapté en une série d'animation de vingt-six épisodes produite par le Studio Pierrot en 1997.

## Présentation
Clamp School Detectives est un manga qui raconte l'histoire de trois jeunes garçons de l'école Clamp. Sous la direction de leur « président », ils décident de fonder une agence de détectives dont le but est de venir en aide à toutes les jeunes femmes dans le besoin. Chacun des trois garçons ayant une personnalité type : Nokoru Imonoyama, le président de l'association des élèves de sa classe, incarne le jeune garçon de bonne famille (riche et beau). Suoh Takamura, le secrétaire de l'association et également héritier d'une illustre famille de ninja, incarne toutes les valeurs traditionnelles du Japon (honneur et loyauté). Et enfin, Akira Ijuin, le trésorier de l'association, est le gentil garçon type, timide et naïf. Du moins, c'est ce que l'on croit… 
L'histoire, quant à elle, est traitée comme une série d'enquêtes plutôt bizarres et loufoques que les jeunes gens règlent les unes après les autres (comme retrouver un animal domestique perdu, débusquer un fantôme qui se cache dans l'école).

## Manga

### Liste des volumes
| no | Japonais          | Japonais       | Français        | Français      |
| no | Date de sortie    | ISBN           | Date de sortie  | ISBN          |
| -- | ----------------- | -------------- | --------------- | ------------- |
| 01 | 30 avril 1992     | 978-4049246643 | 2 décembre 1999 | 9782845990579 |
| 02 | 1er avril 1993    | 978-4049246650 | 21 juin 2000    | 9782845990036 |
| 03 | 1er décembre 1993 | 978-4049246667 | 10 janvier 2001 | 9782845990142 |

## Anime

### Musique
Générique de début
- Peony Pink par Ali Project

Génériques de fin
- Welcome to Metallic Party par Marble Berry
- Gift par Maaya Sakamoto

## Commentaires
CLAMP profite en quelque sorte de ce manga pour planter le décor de l'univers de plusieurs autres de leurs œuvres. En effet, le Campus Clamp dont il est question ici est le même que celui où Kamui scellera l'Epée Divine dans X. De plus les personnages principaux apparaissent dans d'autres séries, non seulement dans X, mais aussi dans Le Voleur aux cent visages ou encore Dukalyon. À travers les aventures de Nokoru et de ses deux camarades, le lecteur découvre l'immense école qui est en fait plus une ville dans la ville qu'un simple centre d'étude.
Entre les épisodes des récits, les auteurs insèrent fréquemment des images décoratives qui montrent les trois héros posant dans divers uniformes.